# Lijst van rivieren in Brunei
Dit is een lijst van rivieren in Brunei.
- Belait
- Brunei
- Hanching
- Lambak
- Mangsalut
- Orok
- Pandaruan
- Salambigar
- Tanah Jambu
- Temburong
- Tilong
- Tutong